# Symphonieorchester des Bayerischen Rundfunks

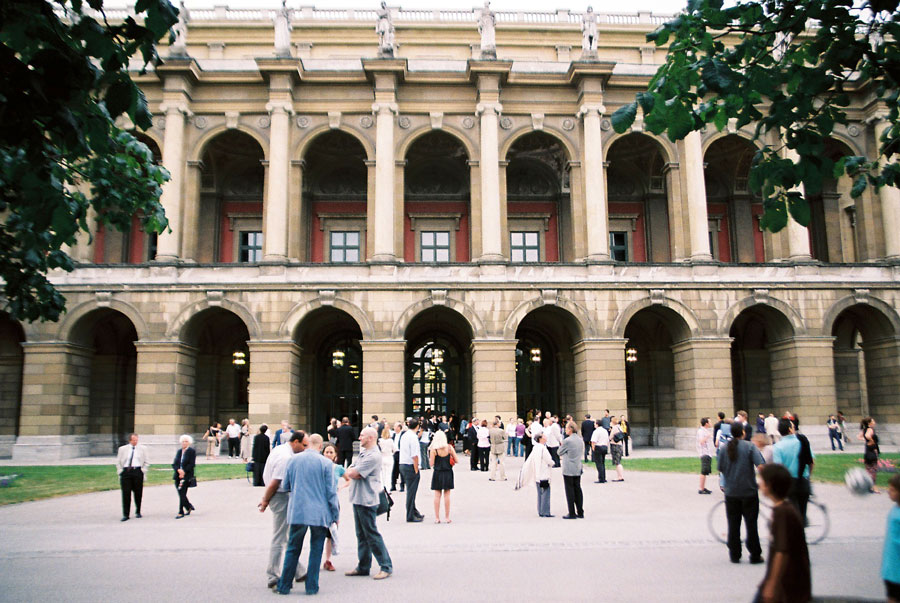
Herkulessaal in München

Het Symphonieorchester des Bayerischen Rundfunks (Nederlands: Symfonieorkest van de Beierse omroep) in München is het grootste symfonieorkest van de Bayerischer Rundfunk. Het is een van de orkesten in München, samen met de Münchner Philharmoniker en het orkest van de Bayerische Staatsoper. Thuishavens van het orkest zijn de Philharmonie am Gasteig en de Herkulessaal van de Münchner Residenz in München.

## Geschiedenis
Het orkest werd opgericht in 1949, met leden van een eerder radio-orkest in München. Eugen Jochum was van 1949 tot 1960 de eerste chef-dirigent.
Het orkest behoort bij de beste in Duitsland en staat internationaal hoog aangeschreven. Zwaartepunt in de programmering is de symfonische muziek van de Eerste Weense School en de romantiek. Ook aan  eigentijdse muziek schenkt het orkest veel aandacht, in verbinding met de Musica Viva reeks, in 1945 opgericht door de componist Karl Amadeus Hartmann. Voor radio- en televisieopnamen van de Bayerischer Rundfunk, cd-opnamen en opera's wordt het orkest regelmatig ingezet, vaak samen met het koor van de Beierse omroep.
Vanaf het begin voerde het orkest werk uit van componisten als Igor Stravinsky en Darius Milhaud. Later volgden Karlheinz Stockhausen, Mauricio Kagel, Luciano Berio en Péter Eötvös. Verschillende van deze componisten deelden ook het podium met het orkest. Daarnaast zijn er vele gastdirigenten geweest, onder wie Erich en Carlos Kleiber, Otto Klemperer, Leonard Bernstein, Georg Solti, Maria Giulini, Kurt Sanderling, Bernard Haitink, Riccardo Muti, Esa-Pekka Salonen, Herbert Blomstedt, Daniel Harding, Yannick Nézet-Séguin, Sir Simon Rattle en Andris Nelsons. Het orkest speelde ongeveer overal in Duitsland en Europa, maar ook in Azië en Noord- en Zuid-Amerika. Sinds 2004 is het Symphonieorchester het huisorkest van het Lucerne Festival.
Sinds 2001 maakt de Akademie des Symphonieorchesters des Bayerischen Rundfunks onder meer een educatief programma voor jongeren dat ernaar streeft om hen voeling met klassieke muziek bij te brengen. In 2018 kreeg het orkest in Japan de prijs voor beste concert toegewezen door de critici voor hun concert onder leidingf Zubin Mehta. Het orkest heeft een uitgebreide discografie op verschillende grote labels ingespeeld die meermaals in de prijzen zijn gevallen. Sinds 2009 nemen ze op voor het label BR-KLASSIK. Hun cd met de Dertiende symfonie van Sjostakovitsj kreeg in 2006 de Grammy Award voor beste orkestopname en in 2018 kreeg hun opname van Mahlers Derde symfonie de BBC Music Magazine Award voor cd van het jaar, beide onder leiding van Mariss Jansons, die op 1 december 2019 plotseling overleed.

## Chef-dirigenten
- 1949–1960: Eugen Jochum
- 1961–1979: Rafael Kubelík

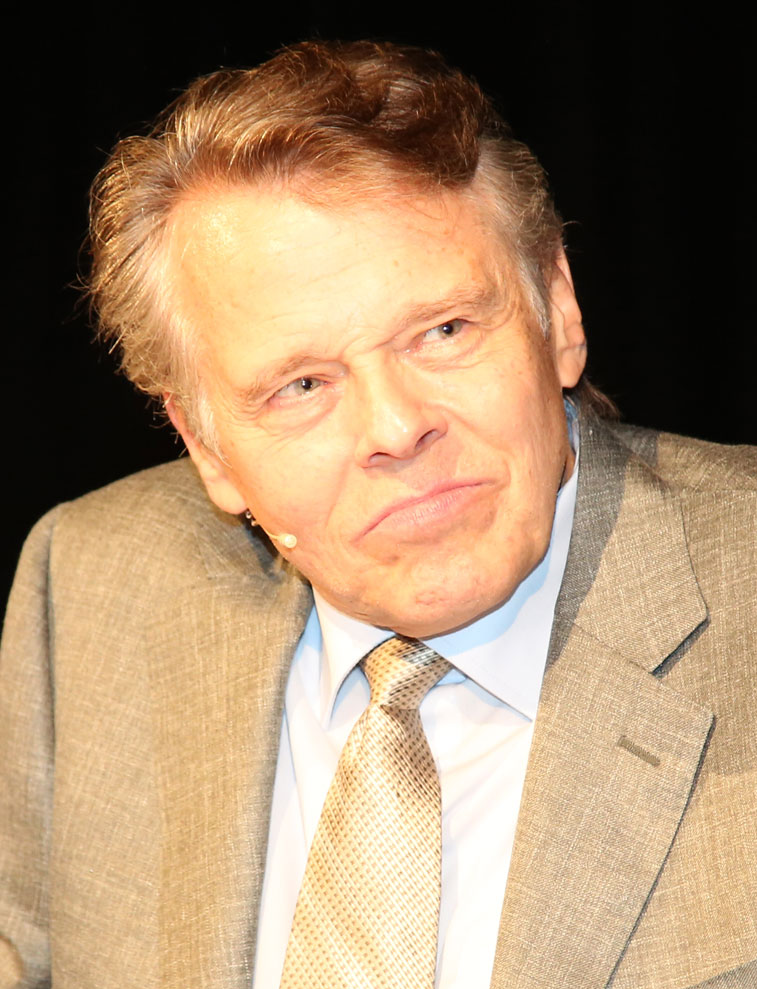
Mariss Jansons (1943-2019), chef-dirigent, in 2015.

- (beoogd, maar overleed voor zijn benoeming): Kirill Kondrasjin
- 1983–1992: Sir Colin Davis
- 1993–2003: Lorin Maazel
- 2003–2019: Mariss Jansons
- benoemd met ingang van 2023: Sir Simon Rattle[3]

## Belangrijke premières
- Hans-Jürgen von Bose: symfonie nr. 1 (1978)
- Gottfried von Einem: Tanz-Rondo (1959)
- Cristóbal Halffter: pianoconcert (1988)
- Karl Amadeus Hartmann: symfonieën nr. 3 en 4 (beide uit 1948); symfonie nr. 6 (1953)
- Wilhelm Killmayer: vier symfonische gedichten (1981)
- Ernst Krenek: Der Zauberspiegel (1967)
- Carl Orff: De temporum fine comoedia (nieuwe versie, 1980)
- Arvo Pärt: Johannespassion (1982)
- Iannis Xenakis: Pièce 000 (1980)
- Isang Yun: klarinetconcert (1982)